# De rechter (Lotusbloem)
De Rechter is het zesde deel van de stripreeks Lotusbloem van de Belgische striptekenaar en schrijver Franz Drappier. Het album verscheen met een zachte kaft en een harde kaft in 1998 bij uitgeverij Arboris. In 2001 werd het album herdrukt. 

## Verhaal
Als hun scheepje schipbreuk lijdt worden Timok en de Apenkoning gered door een groepje vissers. Ze worden gastvrij opgevangen in het vissersdorp. Yu-Lien heeft minder geluk; ze komt terecht in het harem van een machtig en wreed heerschap. De kustbewoners hebben zwaar te leiden van piraterij op hun dorpen. Terwijl Timok probeert de versterkte stad binnen te komen waar Yu-Lien wordt vastgehouden verschijnt de rechter ten tonele met zijn bediende op poolshoogte te nemen.